# Mordellistena tarsalis
Mordellistena tarsalis es una especie de coleóptero de la familia Mordellidae.

## Distribución geográfica
Habita en Texas (Estados Unidos).